# Taloki
Ne doit pas être confondu avec tolaki.
Le taloki est une langue austronésienne parlée en Indonésie, dans l'île  de Buton, au large de Sulawesi.
La langue appartient à la branche malayo-polynésienne des langues austronésiennes.

## Situation géographique
Les 500 Taloki résident sur la côte Nord-Ouest de Buton, dans une région où la langue muna domine. Ce qui impose une situation de bilinguisme à cette petite population. À  l'époque portugaise, les Tolaki s'étaient réfugiés plus au Sud.

## Classification
Le taloki est une des langues bungku-tolaki. Celles-ci forment un des groupes du malayo-polynésien occidental.

## Sources
- (en) Adelaar, Alexander, The Austronesian Languages of Asia and Madagascar: A Historical Perspective, The Austronesian Languages of Asia and Madagascar, pp. 1-42, Routledge Language Family Series, Londres, Routledge, 2005,.  (ISBN 0-7007-1286-0)
- (en) Mead, David, Proto-Bungku-Tolaki: Reconstruction of its Phonology and Aspects of its Morphosyntax, Thèse, Houston, Rice University, 1998.
- (en) Mead, David, Mori Bawah, The Austronesian Languages of Asia and Madagascar, pp. 683-708, Routledge Language Family Series, Londres, Routledge, 2005,  (ISBN 0-7007-1286-0)